# Ящіркова змія
Ящіркова змія (Malpolon) — рід змій родини піщаних змій (Psammophiidae). Поширені у Південній Європі, Західній Азії та Північній Африці. Мешканці передгір'їв та гір. Умовно отруйні змії (реальної небезпеки для людини не становлять).. Описано 3 види.

## Опис
Загальна довжина тіла представників цього роду сягає 180 см. Хвіст довгий. Голова витягнута, загостреної форми, добре відмежована від тулуба шийним перехопленням. Верхня поверхня морди помітно ввігнута. Очі великі, зіниці круглі. На верхньощелепній кістці 10—17 зубів, приблизно рівних за розмірами; 1—2 задніх зуби дуже збільшені й відділені від передніх зубів проміжком. Задні борозенчасті зуби є частиною отруйного апарату змії — через рани, нанесені цими зубами, у тіло жертви потрапляє отрута нейротоксичної дії. Отруйні залози розташовані над верхніми щелепами позаду очей.
Тіло вкрите відносно гладенькою лускою, з однією апікальною порою. У дорослих особин на лусках помітні поздовжні борозенки по серединній лінії. Черевних щитків — 155—190, підхвостових — 48—110 пар. Навколо середини тулуба 17—19 рядків луски. 
Забарвлення верхньої сторони тіла темно-сіре, оливково-сіре з поздовжніми смугами. Черево білуватого або жовтого забарвлення.

## Поширення
Представники роду поширені у Південній Європі, Західній Азії та Північній Африці.

## Особливості біології
Населяють сухі степові місцевості, аридні передгір'їя та гори. Активні, як правило, в сутінках. 
Ящіркові змії належать до яйцекладних змій. Самиці за сезон відкладають до 20 яєць.
Харчуються гризунами, ящірками та іншими зміями, яких вони спочатку кусають, вприскують отруту, а потім обвивають кільцями тулуба і душать.

## Охорона
Стан більшості природних популяцій видів роду в межах природних ареалів залишається більш-менш стабільним. Саме тому вони, згідно Червоного списку МСОП, отримали охоронний статус «відносно благополучний вид».

## Практичне значення
Ящіркові змії належить до групи умовно отруйних змій. Їх отрута відносно малотоксична і діє переважно на холоднокровних тварин, тому не становить реальної небезпеки для людини. При їх укусах спостерігаються легкі симптоми отруєння (набряк, біль, місцеві капілярні крововиливи), які після надання первинної медичної допомоги протягом кількох днів зникають. 

## Систематика
Описано 3 види:
- Malpolon insignitus;
- Malpolon moilensis;
- Malpolon monspessulanus.